# Kazimierz Ławrynowicz

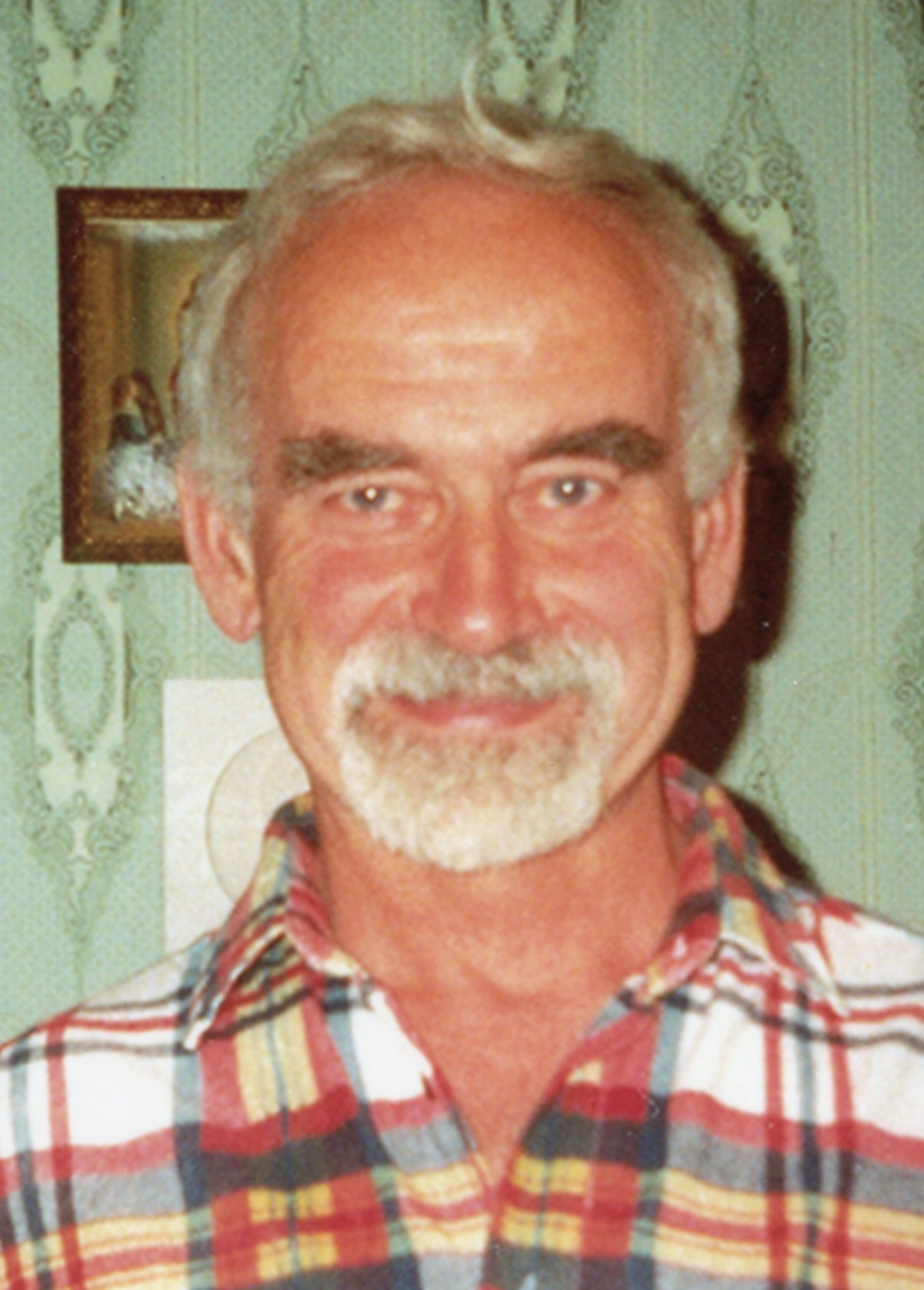
Kazimierz Ławrynowicz

Kazimierz Ławrynowicz (ros. Казимир Клеофасович Лавринович; ur. 21 marca 1941 w Hoduciszkach, zm. 21 lutego 2002 w Królewcu) – rosyjski naukowiec, profesor Królewieckiego Uniwersytetu Państwowego, działacz mniejszości polskiej w Królewcu.

## Życiorys
Urodził się na Wileńszczyźnie w rodzinie nauczycielskiej, był najmłodszym z sześciorga rodzeństwa. W 1942 jego ojca rozstrzelano w grupie 31 Polaków w odwecie za zamach na niemieckiego oficera. W 1949 wraz z rodziną przeprowadził się do Znamienska, gdzie w 1958 ukończył szkołę średnią. Przez kilka miesięcy mieszkał w Gwardiejsku, gdzie odbywał służbę wojskową jego brat Kleofas pracował tam jako elektromonter. W 1959 podjął studia na Wydziale Matematyczno-Mechanicznym Państwowego Uniwersytetu Leningradzkiego, które ukończył w 1964. Po studiach zatrudniony był jako młodszy pracownik naukowy w Instytucie Matematyki i Mechaniki przy Państwowym Uniwersytecie Leningradzkim. Później odbywał aspiranturę w Katedrze Mechaniki Nieba na tej samej uczelni.
W 1970 rozpoczął karierę naukową na Wydziale Matematyczno-Fizycznym Państwowego Uniwersytetu Królewieckiego, najpierw jako asystent, później kolejno starszy wykładowca, docent i profesor. W 1972 obronił pracę kandydacką (odpowiednik doktoratu) na Państwowym Uniwersytecie Leningradzkim, dotyczącą teorii ruchu stałego sztucznego satelity Ziemi względem środka masy układu. W 1991 uzyskał habilitację na Państwowym Uniwersytecie Sankt-Petersburskim publikując pracę na temat Besselowskiej reformy astronomii praktycznej i początków pułkowskiej szkoły astrometrycznej.
Był znawcą historii Królewca i Prus Wschodnich. W lokalnej telewizji „Jantar” prowadził cykl pogadanek krajoznawczych. W latach 1992–1994 wchodził w skład rosyjsko-niemieckiego komitetu „Albertina”, mającego za zadanie przygotować obchody 450 rocznicy założenia uczelni. Zasiadał w obwodowej Fundacji Kultury, był również członkiem Komisji ds. Nazewnictwa przy Urzędzie Miasta Królewca. Opublikował m.in. monografię Albertyna. Zarys historii Uniwersytetu Królewieckiego (1995), wydaną po rosyjsku i po niemiecku.
Ma niepodważalne zasługi dla rozwoju polskiego życia narodowego w Królewcu. Był inicjatorem i pierwszym redaktorem nałczelnym „Głosu znad Pregoły” (od 1995).
W 1997 wygrał konkurs na stanowisko profesora nadzwyczajnego w Instytucie Matematyki i Fizyki Wyższej Szkoły Pedagogicznej w Olsztynie, a po utworzeniu w Olsztynie uniwersytetu w 1999 był tam profesorem i kierownikiem Katedry Analiz i Równań Różniczkowych.
W 2007 został odznaczony Krzyżem Kawalerskim I Klasy Odznaki Honorowej za Zasługi dla Republiki Austrii.
Żonaty od 1963 z Aleksandrą Ławrynowicz (z domu Tkaczenko), razem mieli dwie córki. Młodsza z nich, Maria Ławrynowicz-Szczepaniak, absolwentka Wydziału Filologii Uniwersytetu Królewcu oraz lektor angielskiego i rosyjskiego na Uniwersytecie Warmińsko-Mazurskim, stoi obecnie na czele redakcji „Głosu”.
Nazwisko profesora umieszczono na tablicy pamiątkowej profesorów Uniwersytetu im. Kanta w królewieckiej katedrze.